# Magyar Honvédség
Le Forze di difesa ungheresi (in ungherese Magyar Honvédség) sono l'insieme delle odierne forze armate dell'Ungheria. 
Le Magyar Honvédség fanno risalire le loro origini alle formazioni armate create originalmente da Lajos Kossuth durante la Rivoluzione ungherese del 1848, e divenute poi l'esercito delle Terre della Corona di Santo Stefano sotto l'Impero austro-ungarico (Magyar királyi honvédség). Dopo la prima guerra mondiale queste forze divennero il Regio esercito del Regno d'Ungheria e, dopo il 1951, l'Esercito popolare della Repubblica Popolare d'Ungheria. Le Magyar Honvédség assunsero poi l'attuale assetto e denominazione il 15 marzo 1990, con la cistituzione dell'odierna repubblica ungherese.
In Ungheria il servizio militare è volontario, sebbene la coscrizione possa avvenire in tempo di guerra. Con una mossa significativa per la modernizzazione, l'Ungheria ha deciso nel 2001 di acquistare 14 aerei da combattimento JAS 39 Gripen per circa 800 milioni di euro. L'Ungheria ha acquistato due Airbus A319 usati e due aerei da trasporto Falcon 7X. Tre aerei da trasporto C-17 III Globemaster operano dalla base aerea di Pápa con il marchio di nazionalità ungherese, ma sono mantenuti dalla NATO Heavy Airlift Wing (HAW). Un intenso programma di modernizzazione è iniziato nel 2016 con il nome "Zrínyi 2026". Oltre ad altri furono acquistati nuovi elicotteri, carri armati, IFV e attrezzature di artiglieria. Il Centro nazionale per la sicurezza informatica ungherese è stato riorganizzato nel 2016. Nel 2019, la spesa militare è stata di 1,904 miliardi di dollari, circa l'1,22% del PIL del paese, ben al di sotto dell'obiettivo NATO del 2%. Nel 2016 il governo ha adottato una risoluzione in cui si impegnava ad aumentare la spesa per la difesa al 2,0% del PIL e il numero del personale attivo a 37.650 entro il 2026.

## Struttura
Le Forze armate ungheresi sono divise nei seguenti rami:
1. Forze terrestri (Magyar Szárazföldi Haderő)
2. Aeronautica militare (Magyar légierő)

## Galleria d'immagini

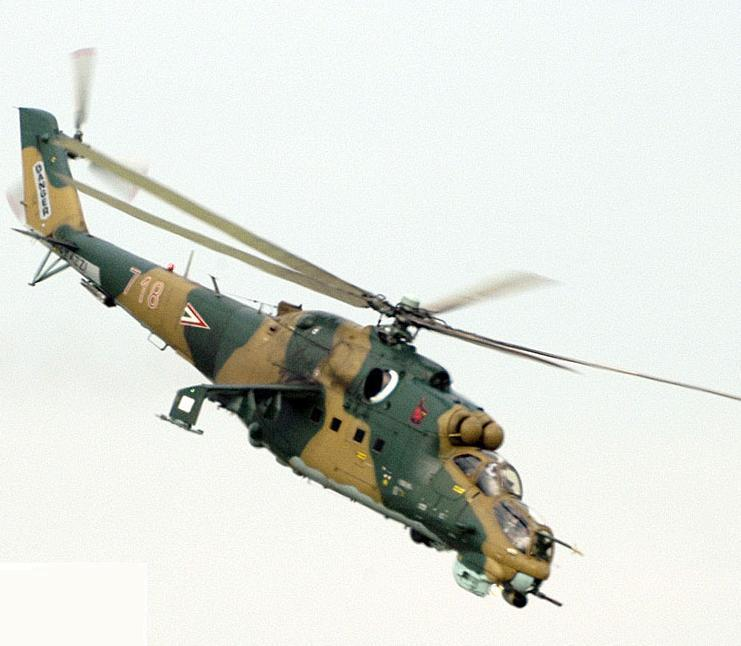
Mi-24
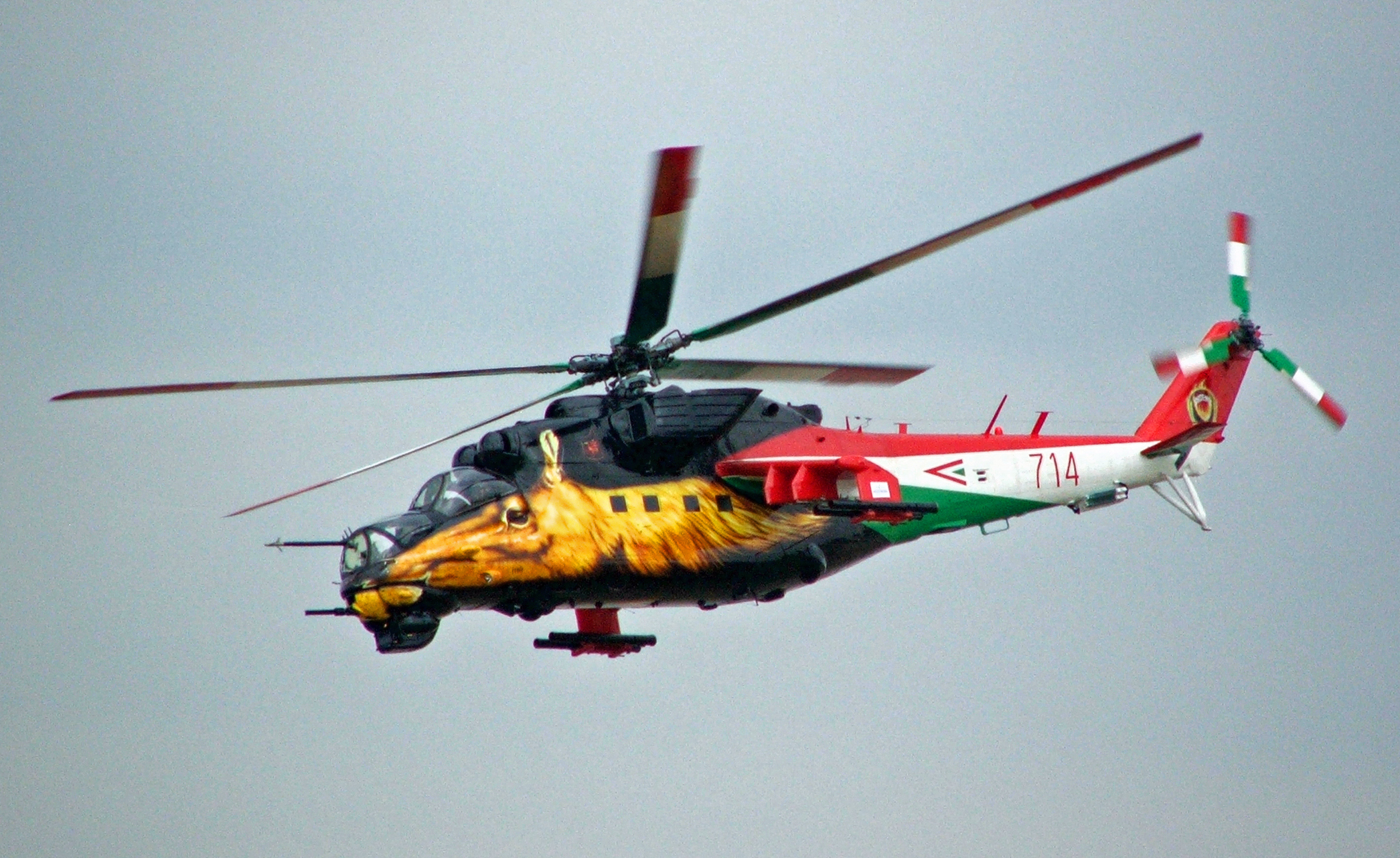
Mi-24
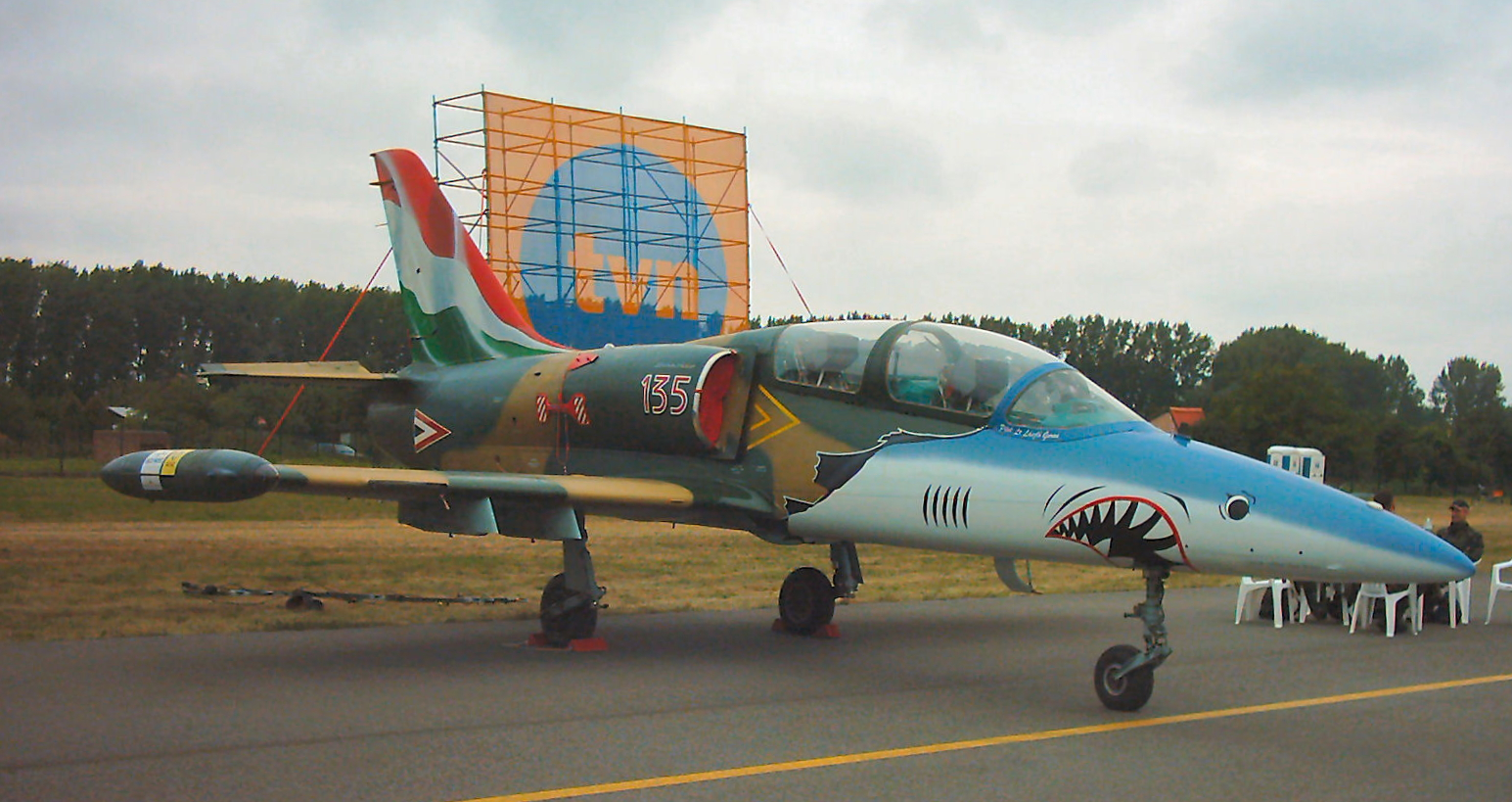
Aero L-39
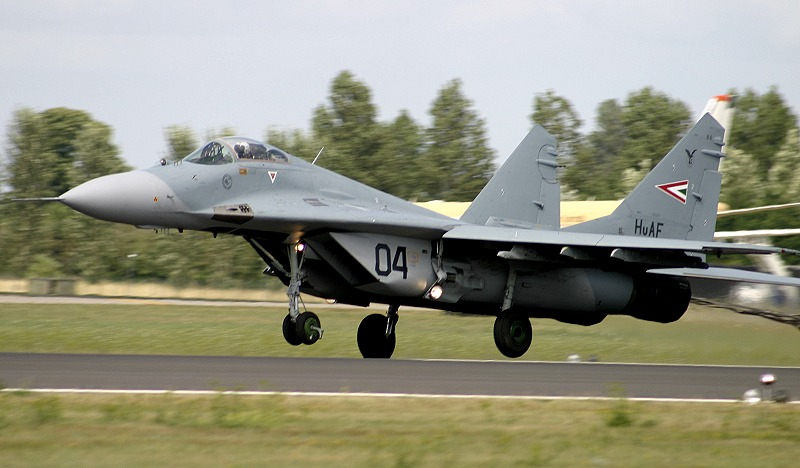
Mig-29
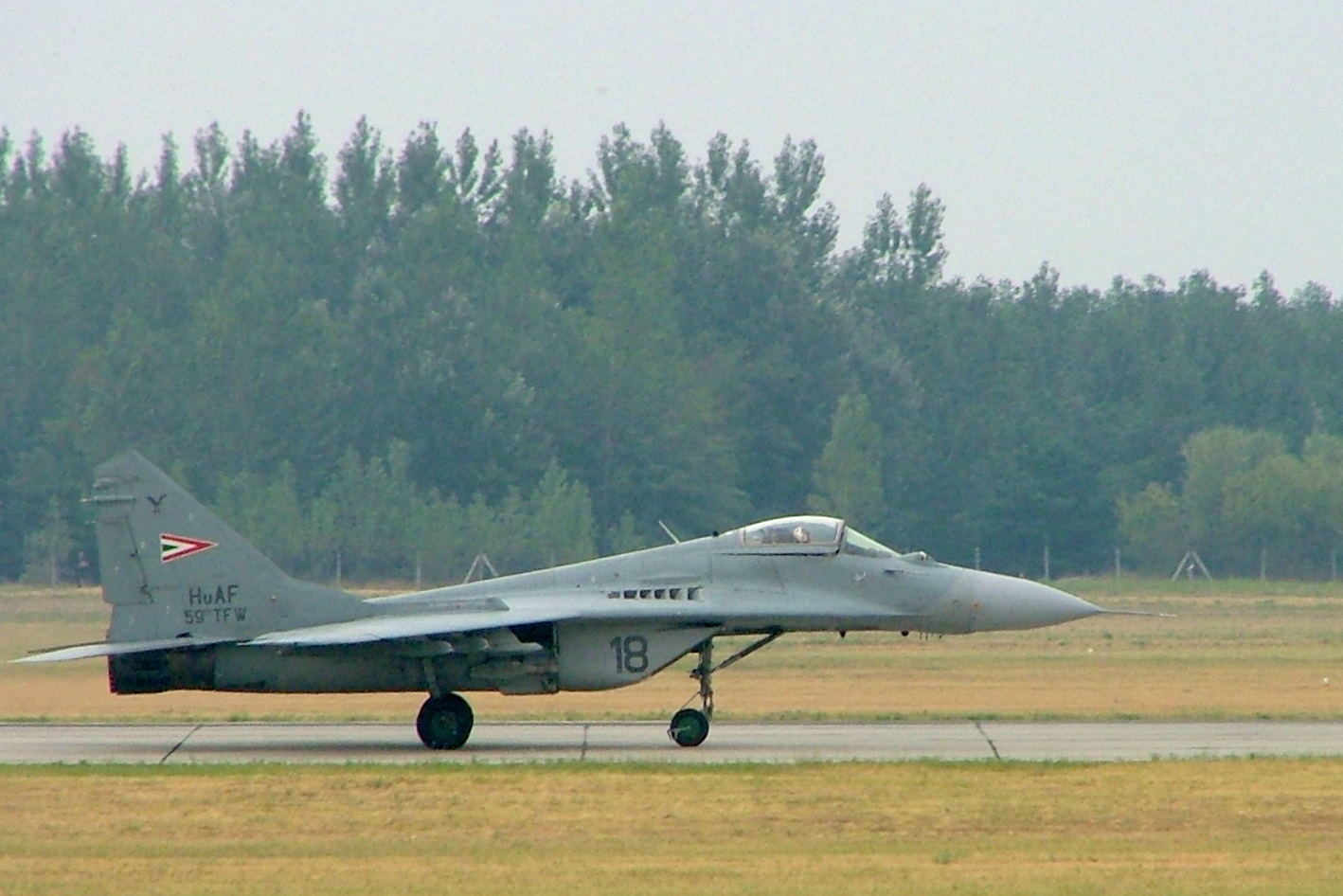
Mig-29
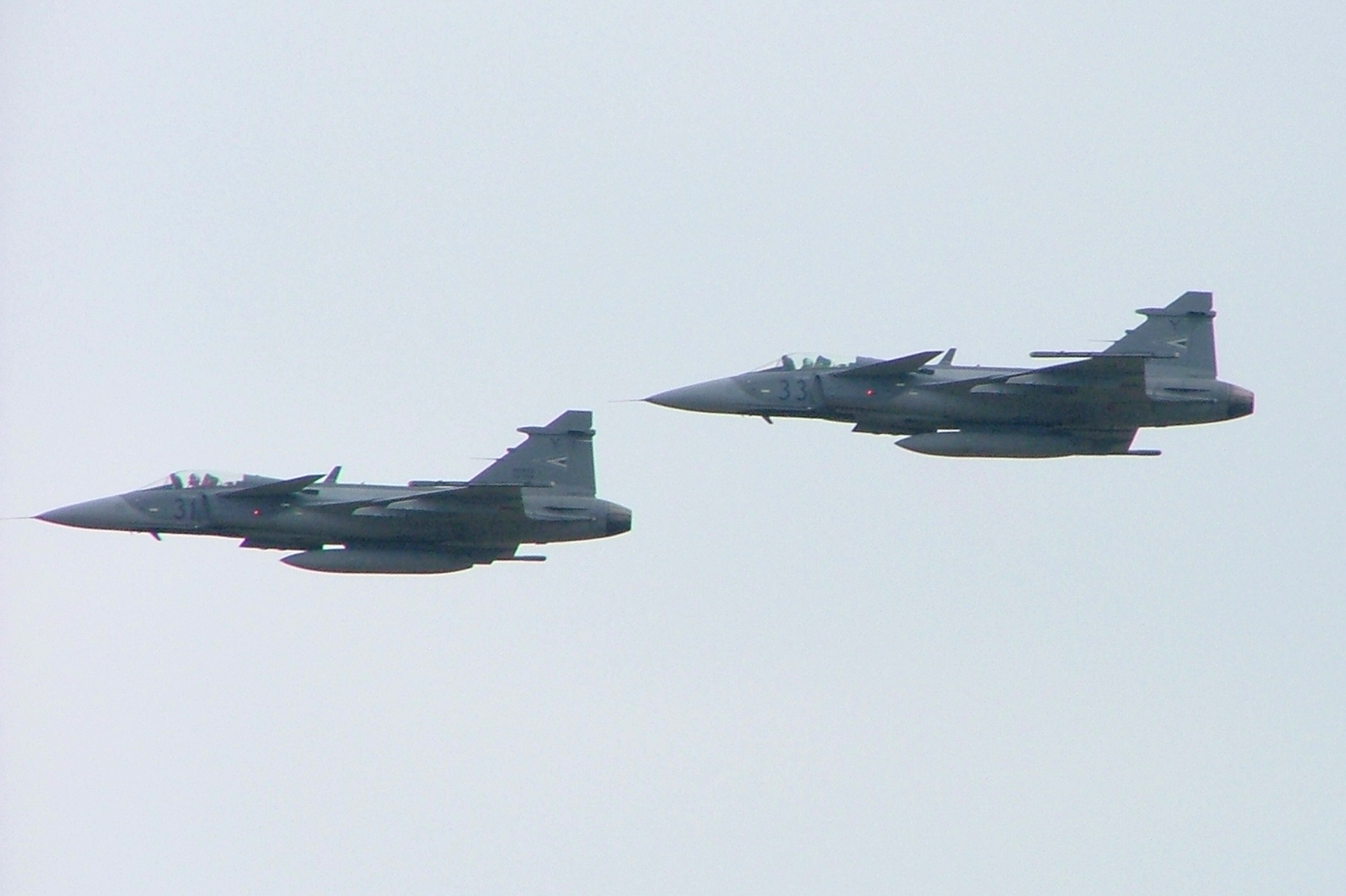
JAS 39
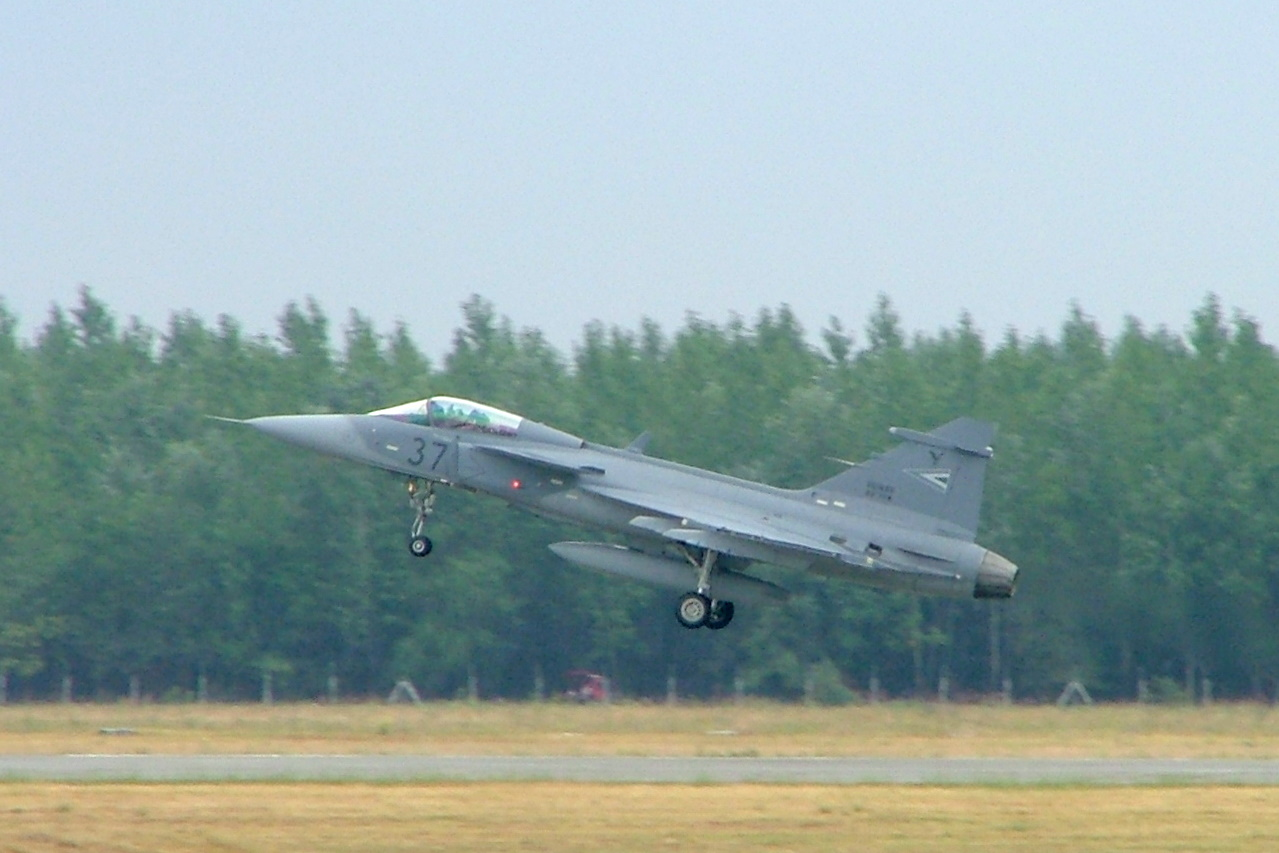
JAS 39